# Paya Dua (Peudawa)
Paya Dua is een bestuurslaag in het regentschap Aceh Timur van de provincie Atjeh, Indonesië. Paya Dua telt 1280 inwoners (volkstelling 2010).